# Andreea Ibacka
Andreea Ibacka (născută Andreea Pătrașcu, n. 18 august 1985, București, România) este o actriță română de film și televiziune. Este cunoscută mai ales prin interpretarea rolurilor principale din serialele: Inimă de țigan (2007), Regina (2008),  Adela (2021) și în calitate de co-prezentator al emisiunii În al 9-lea cer.

## Biografie
În perioada anilor din 2004 - 2008 a urmat cursurile la Academia de Studii Economice din București.
În 2011 Andreea s-a căsătorit cu un fost luptător de kickboxing, actualmente actor și prezentator al emisiunii Ce spun românii -  Cabral Ibacka.

## Filmografie
- Inimă de țigan (2007) - Irina Dumbravă
- Regina (2008) - Irina Dumbravă Fieraru
- Aniela (2009) - Nutzi
- Iubire și onoare (2010) - Coco
- S-a furat mireasa (2012) - reporter TV
- Îngeri pierduți (2013) - Tina Niculescu
- O grămadă de caramele (2017) - Paula Iepuraș
- Adela (2021) - Mona Andronic

### Interviu
Interviu EXCLUSIV cu Andreea Patrascu![nefuncțională]
  21 noiembrie 2008, cosmopolitan.ro